# Kwiedzina
Kwiedzina (niem. Queden) – wieś w Polsce położona w województwie warmińsko-mazurskim, w powiecie kętrzyńskim, w gminie Kętrzyn, sołectwo Pożarki.
W latach 1975–1998 miejscowość administracyjnie należała do województwa olsztyńskiego.

## Historia wsi
We wczesnym średniowieczu istniała tu osada pruska, po której zachowało się grodzisko zwane Zamkową Górą. Czasy historyczne wsi zaczynają się w 1343 r., gdy na 33 włókach osadzeni zostali Prusowie: Warpun, Weysnor (od tego nazwiska pochodzi przypuszczalnie nazwa wsi Wajsznory), Meirun i Bartold. Młyn wodny w Kwiedzinie założony został przez Krzyżaków w 1373 r. Młyn ten przekazał Matzkemu w 1492 r. prokurator kętrzyński Jordan. Po młynie wodnym pozostał tu staw młyński na strumieniu Kwiedzianka.
W XIX w. i w pierwszych latach XX w. właścicielami Kwiedziny była rodzina v. Suchodoletz, potomkowie arianina Samuela Suchodolskiego ze Starej Różanki. Przedstawiciele tej rodziny znani są z działalności w kętrzyńskiej loży masońskiej „Trzech bram Świątyni” („Zu den drei Thoren des Temples”): Ferdynand von Suchodoletz (lektor loży w latach 1819–1820, II jałmużnik w latach 1822–1823, I jałmużnik w latach 1823–1824), Oskar von Suchodoletz (strażnik loży 1851–1858). Suchodolcowie w Kwiedzinie wybudowali drewniany wiatrak typu holenderskiego, po którym nie ma śladu.
W 1913 r. właścicielem Kwiedziny był Karl Phol. Majątek ziemski w Kwiedzinie wraz z folwarkiem w Kruszewcu miał powierzchnię ogólną 503 ha. W tym czasie prowadzono tam hodowlę 185 szt bydła, w tym 36 krów, 20 szt owiec i 500 szt trzody chlewnej. W 1917 r. w Kwiedzinie było 9 budynków mieszkalnych, w których mieszkały 82 osoby.
W czasie II wojny światowej przez Kwiedzinę przebiegała trasa łącząca kwaterę główną Hitlera Wilczy Szaniec z lotniskiem Kętrzyn-Wilamowo.
Po 1945 r. majątek Kwiedzina jakiś czas funkcjonował jako PGR. W Kwiedzinie w 1970 r. było 50 mieszkańców, a w 2000 r. 34. W Kwiedzinie obecnie funkcjonują dwa gospodarstwa agroturystyczne.